# 肝付兼寛
肝付 兼寛（きもつき かねひろ）は、戦国時代から安土桃山時代にかけての武将。島津氏の家臣。大隅国加治木城主。

## 略歴
永禄元年（1558年）、肝付氏庶流・肝付兼盛の嫡子として誕生する。犬追物が上手だったようで、天正3年（1575年）3月16日に4匹、翌17日には5匹を射て、更に4月21日にも射手をつとめたとの記録がある。
武将としても功があり、天正6年（1578年）の耳川の戦いでも主君・島津義久の供をして軍労を為し、天正8年（1580年）の肥後国矢崎城攻めのときは敵を多数討ち取った。天正10年（1582年）の水俣城攻め、天正12年（1584年）の沖田畷の戦いや翌13年（1585年）の堅志田城攻めにも参加し功を為した。更に、天正14年（1586年）岩屋城攻め、豊臣秀吉の九州平定により豊後国より引き上げる際にも軍労を為したが、天正18年（1590年）に死去した。享年33。
嗣子は無く、伊集院忠棟の三男・兼三が養子となり跡を継いだ。